# G busz (Velence)
A velencei G jelzésű autóbusz a Lidón, nyáron a Via Klingertől, télen a Piazzale Santa Maria Elisabettától indult és a belvárosban körjáratként közlekedett. A viszonylatot az ACTV üzemeltette.

## Története
A G jelzésű autóbusz a kezdetektől nagyjából ugyanazon az útvonalán járt. Nyáron délelőtt az egyik, délután ellenkező irányban közlekedett, esténként pedig egy harmadik útvonalon járt. Télen csak esténként járt a nyárival megegyező útvonalon.
A járatot a régi Circolare A és Circolare B járatok összevonásából alakították ki.
2013-ban, egy újabb átalakítás során szűnt meg.
A G járat története:
| Időszak     | Járat- szám | Megállók |
| ----------- | ----------- | --- |
| 2002 – 2009 | G           | Via Klinger – Piazzale Ravà – San Nicolò – Piazza Santa Maria Elisabetta – Ospedale al Mare – Piazzale Ravà – Via Klinger                              |
| 2010 – 2013 | G           | Nyáron délelőtt: Via Klinger – Via Morandi – Riviera San Nicolò – Piazzale Santa Maria Elisabetta – Lungomare D’Annunzio – Piazzale Ravà – Via Klinger |
| 2010 – 2013 | G           | Nyáron délután: Via Klinger – Lungomare D’Annunzio – Piazzale Santa Maria Elisabetta – Riviera San Nicolò – Piazzale Ravà – Via Klinger                |
| 2010 – 2013 | G           | Este: Piazzale Santa Maria Elisabetta – Riviera San Nicolò – Via Ospizio Marino – Lungomare D’Annunzio – Via Klinger (csak ebben az irányban)          |

## Útvonala
A nyári menetrend szerint:
| Via Klinger – Via Klinger (délelőtt) | Via Klinger – Via Klinger (délután) |
| --- | --- |
| - Via Klinger - Via Giannantonio Selva - Fondamenta Morandi - Riviera San Nicolò - Riviera Santa Maria Elisabetta - Piazzale Santa Maria Elisabetta - Gran Viale Santa Maria Elisabetta - Lungomare Gabriele D’Annunzio - Strada dell’Ospizio Marino - Piazzale Ravà - Via Klinger | - Via Klinger - Piazzale Ravà - Strada dell’Ospizio Marino - Lungomare Gabriele D’Annunzio - Gran Viale Santa Maria Elisabetta - Piazzale Santa Maria Elisabetta - Riviera Santa Maria Elisabetta - Riviera San Nicolò - Via Giannantonio Selva - Via Klinger |

A nyári és téli menetrend szerint esténként:
| Piazzale Santa Maria Elisabetta – Piazzale Santa Maria Elisabetta |
| --- |
| - Piazzale Santa Maria Elisabetta - Riviera San Nicolò - Via Giannantonio Selva - Strada dell’Ospizio Marino - Lungomare Gabriele D’Annunzio - Gran Viale Santa Maria Elisabetta - Piazzale Santa Maria Elisabetta |

## Megállóhelyei
Nyári menetrend szerint délelőtt és délután:
| sz. | idő (perc) délelőtt | megállóhely neve              | sz. | idő (perc) délután |
| --- | ------------------- | ----------------------------- | --- | ------------------ |
| 0   | 0                   | Via Klinger                   | 5   | 16                 |
| 1   | 2                   | Via Morandi                   | ∫   | ∫                  |
| ∫   | ∫                   | Piazzale Ravà                 | 4   | 14                 |
| 2   | 5                   | Riviera San Nicolò            | 3   | 11                 |
| 3   | 8                   | Piazza Santa Maria Elisabetta | 2   | 8                  |
| 4   | 12                  | Lungomare D’Annunzio          | 1   | 4                  |
| 5   | 14                  | Piazzale Ravà                 | ∫   | ∫                  |
| 6   | 16                  | Via Klinger                   | 0   | 0                  |

Téli és nyári menetrend szerint esténként:
| sz. | idő (perc) délelőtt | megállóhely neve              |
| --- | ------------------- | ----------------------------- |
| 0   | 0                   | Piazza Santa Maria Elisabetta |
| 1   | 3                   | Riviera San Nicolò            |
| 2   | 9                   | Via Ospizio Marino            |
| 3   | 11                  | Lungomare D’Annunzio          |
| 4   | 16                  | Piazza Santa Maria Elisabetta |